# Luiz Edmundo de Magalhães
Luiz Edmundo de Magalhães (Guaxupé, 5 de dezembro de 1927 – São Paulo, 22 de maio de 2012) foi um biólogo, pesquisador e professor universitário brasileiro.
Membro fundador da Academia Paulista de Ciências e da Sociedade Brasileira de Genética, participou da consolidação da genética no país. Suas pesquisas tinha como ênfase em genética animal e de populações. Pioneiro na produção do primeiro camundongo transgênico no Brasil.

## Biografia
Luiz nasceu em Guaxupé, em 1927. Era filho de Lafayette Magalhães e Iracema H. Cerqueira Magalhães. Ainda criança, mudou-se com a família para a cidade de São Paulo, formando-se no ensino médio. Em 1940, ingressou no curso de história natural da então Faculdade de Filosofia, Ciências e Letras da Universidade de São Paulo (USP), graduando-se em 1951, com licenciatura em 1952.
No mesmo ano, ingressou como professor assistente no departamento de biologia geral da mesma universidade. Em 1958, obteve o doutorado em ciências biológicas, com ênfase em genética, pela USP, sob orientação do Prof. Dr. Crodowaldo Pavan, estudando a flutuação do tamanho populacional da mosca de fruta Drosophila, na região de Angra dos Reis. Em 1972, defendeu a tese de livre-docência, intitulada Estudo da seleção do mutante ebony em algumas fases do ciclo reprodutivo em Drosophila melanoaster. Em 1982, tornou-se professor titular instituição, até sua aposentadoria em 1988.

## Pesquisa
Suas pesquisas com o gênero Drosophila começaram em 1949, com a supervisão de Crodowaldo Pavan, um dos primeiros brasileiros dedicados aos estudos de genética. Assim que obteve seu doutorado, Luiz partiu para um pós-doutorado na Universidade do Texas em Austin, com Marshall R. Wheeler, professor de zoologia. Em seu retorno ao Brasil, em 1960, Luiz começou a estudar a dinâmica de genes letais. Porém de 1965 em diante, o estudo das moscas de fruta dominou o laboratório de Luiz, sendo o seu laboratório um dos únicos a trabalhar com este tema. Estudou desde genes letais e sua viabilidade até mutações morfológicas das D. melanogaster. Estudou também a dispersão natural e o desvio padrão entre gêneros da D. willistoni.
Entre 1970 e 1972, Luiz se afastou do departamento de biologia para atuar como professor titular de genética geral no Departamento de Genética da Faculdade de Ciências Médicas e Biológicas de Botucatu, no campus da Universidade Federal de São Paulo (UNIFESP). Ao fim do período, Luzi retornou para a USP e rapidamente voltou para Austin, como professor associado do departamento de zoologia, onde trabalhou com eletroforese de proteínas.
Voltando em 1973, Luiz tentou estabelecer um laboratório de eletroforese de proteínas, retornando porém aos estudos taxonômicos por um ano em Israel. Em 1975, tirou uma licença para atuar como reitor da Universidade Federal de São Carlos, (UFSCar), onde ficou por 4 anos. Com o fim das pesquisas sobre a Drosophila em 1976, Luiz agora tinha disponibilidade de fundos do Programa Integrado de Genética, do Conselho Nacional de Desenvolvimento Científico e Tecnológico (CNPq), onde modernizou seu laboratório e iniciou novos estudos, coletando amostras de moscas de várias regiões secas do Brasil.
Luiz foi pesquisador e também professor, tendo lecionado diversas disciplinas. Publicou o livro Citologia e Genética junto do Prof. Renato Basile. Traduziu vários trabalhos em inglês para o português. Era também um estudioso da ciência e da pesquisa no Brasil. Um de seus últimos projetos foi a organização da série “Humanistas e Cientistas do Brasil”, que resgatou as memórias de vários pesquisadores brasileiros em três volumes, publicados pela EDUSP.
Foi diretor do departamento de biologia, entre 1982 e 1985 e diretor do Instituto de Biociências da USP entre 1985 e 1988. Foi conselheiro científico da Fundação de Amparo à Pesquisa do Estado de São Paulo (FAPESP) desde sua fundação em 1962, tendo sido seu diretor científico entre 1981 e 1982. Já no CNPq atuou como membro do conselho de avaliação e coordenou o programa de Genética, Evolução e Ecologia de Insetos de 1974 a 1978. Foi editor chefe do jornal Ciência e Cultura, da Sociedade Brasileira para o Progresso da Ciência (SBPC), membro do conselho editorial da revista Genetics and Molecular Biology de 2002 a 2012.
Foi membro fundador da Sociedade Brasileira de Genética, tendo sido membro do corpo diretor e presidente. Foi secretário-geral por três mandatos e membro fundador da Academia Paulista de Ciências. Foi também professor visitante da Universidade Federal de São Paulo de 1996 a 2001, onde foi diretor técnico e coordenador do Centro de Desenvolvimento de Modelos Experimentais para Medicina e Biologia.

## Morte
Luiz morreu em 22 de maio de 2012, na cidade de São Paulo, devido a problemas pulmonares. Seu corpo foi velado no prédio do Instituto de Biociências (IB-USP) e o sepultamento foi realizado no Cemitério Parque Jaraguá, na capital paulista. Luiz deixou esposa, a naturalista Nicia Wendel de Magalhães, seis filhos, 11 netos e uma bisneta.